# 季剑虹
季剑虹（1932年3月—2019年5月30日），中国基督教新教三自爱国教会领导人，2002年至2008年任中国基督教三自爱国运动委员会主席。

## 生平
- 1932年3月，季剑虹出生于江苏省淮安市苏嘴镇一个虔诚的基督徒家庭。父亲季永同，原为美南长老会传道人，已转入倪柝声发起的地方教会[1]。
- 1947年受浸。
- 1950年受三自爱国运动影响，参加南京市基督教抗美援朝三自革新促进会。[2]
- 1953年就讀金陵神学院
- 1956年毕业，在南京地方教会工作（主要聚会所位于鼓楼头条巷）。
- 1958年中国基督教新教实行联合礼拜，任職於南京太平南路圣保罗堂。
- 1963年就讀金陵协和神学院。
- 1966年因文化大革命爆发，被送到南京五七干校劳动，1969年起又遣送淮安农村务农10年。
- 1981年任職江苏省基督教三自爱国运动委员会。
- 1983年被补选为江苏省基督教“两会”常委，而後升任省三自爱国会副秘书长、秘书长、副主席
- 1997年选为江苏省基督教三自爱国运动委员会主席，以及中国基督教三自爱国运动委员会副主席。任内筹建江苏省圣经专科学校和苏南、苏北两个义工培训中心（分别位于南京和淮安）。
- 1998年11月，丁光训召开中国基督教全国两会济南会议，提出“加强神学思想建设”。季剑虹发表《神学思想建设的必然及其途径》。
- 2002年5月，在中国基督教第七次全国代表会议当选为中国基督教三自爱国运动委员会主席，兼金陵协和神学院常务副院长。